# Calamotettix perelegans
Calamotettix perelegans är en insektsart som beskrevs av Dlabola 1961. Calamotettix perelegans ingår i släktet Calamotettix och familjen dvärgstritar. Inga underarter finns listade i Catalogue of Life.